# Dolichopeza queenslandica
Dolichopeza queenslandica là một loài ruồi trong họ Ruồi hạc (Tipulidae). Chúng phân bố ở miền Australasia.